# Young Romance
Young Romance — второй студийный альбом немецкого музыканта и продюсера Roosevelt (Marius Lauber), изданный 28 сентября 2018 года на студии City Slang и Greco-Roman.

## Отзывы
| Совокупная оценка | Совокупная оценка |
| Источник          | Оценка            |
| ----------------- | ----------------- |
| Metacritic        | 65/100            |
| Оценки критиков   |                   |
| Источник          | Оценка            |
| The 405           | 6/10              |
| AllMusic          | [ 2 ]             |
| Clash             | 5/10              |
| Exclaim!          | 7/10              |
| The Observer      | [ 1 ]             |
| PopMatters        | 6/10              |

Альбом получил положительные отзывы музыкальной критики и интернет-изданий. Letter to Self получил оценку 65 из 100 на агрегаторе рецензий Metacritic, основанную на 6 отзывах критиков, что свидетельствует о «в целом благоприятном» приёме. Нил З. Йенг из AllMusic описал его как «синтезаторное упражнение в ретро-вкусе танцевального инди-рока». Однако если его предшественник был неоновым, цифровым пульсатором, то Young Romance расширяет палитру Roosevelt яркими, бодрящими гимнами, похожими на Miike Snow, Capital Cities и Tame Impala эпохи альбома Currents (2015)". Люк Пирсон из Exclaim! написал, что Roosevelt «поднимает планку в плане производства и общей плотности, добавляя также гитарную работу в стиле фанк».
Чейз МакМаллен из The 405 подытожил его как «альбом, который носит свои влияния открыто на своих пульсирующих рукавах» и «более чем приятный, чтобы стоить того». Тара Джоши из The Observer высказала мнение, что альбом содержит «аэрографический, нестандартный вид поп-музыки, и … Young Romance достаточно приятно слушать». Рецензируя альбом для PopMatters, Прайор Страуд нашла, что «исполнение Roosevelt в духе 80-х, но с примесью EDM-инфлексии не настолько гимничны, как он хочет, но они почти одинаково заразительны». Джесс Аткинсон из Clash считает, что Roosevelt «борется за инновации» на альбоме, «несмотря на действительно пышную демонстрацию синтезаторной работы и производства».

## Список композиций
| №                   | Название                           | Длительность |
| ------------------- | ---------------------------------- | ------------ |
| 1.                  | «Take Me Back»                     | 2:52         |
| 2.                  | «Under the Sun»                    | 3:46         |
| 3.                  | «Yr Love»                          | 4:32         |
| 4.                  | «Illusions»                        | 4:45         |
| 5.                  | «Losing Touch»                     | 3:58         |
| 6.                  | «Pangea»                           | 3:19         |
| 7.                  | «Lucia»                            | 4:09         |
| 8.                  | «Better Days»                      | 5:49         |
| 9.                  | «Shadows»                          | 4:26         |
| 10.                 | «Last to Know»                     | 3:57         |
| 11.                 | «Forgive» (при участии Washed Out) | 4:38         |
| 12.                 | «Getaway»                          | 4:37         |
| Общая длительность: | Общая длительность:                | 50:49        |

| №                   | Название                          | Длительность |
| ------------------- | --------------------------------- | ------------ |
| 13.                 | «Falling Back»                    | 4:39         |
| 14.                 | «Everywhere»                      | 3:20         |
| 15.                 | «Yr Love» (midnight version)      | 7:15         |
| 16.                 | «Take Me Back» (midnight version) | 7:08         |
| 17.                 | «Shadows» (midnight version)      | 7:25         |
| Общая длительность: | Общая длительность:               | 80:22        |

## Чарты
| Чарт (2018)                     | Высшая позиция |
| ------------------------------- | -------------- |
| Германия (Offizielle Top 100)   | 58             |
| Швейцария (Schweizer Hitparade) | 80             |